# Campo-Formio
Campo Formio är en tunnelbanestation i Paris tunnelbana på linje 5.
Stationen är uppkallad efter gatan Rue de Campo Formio.

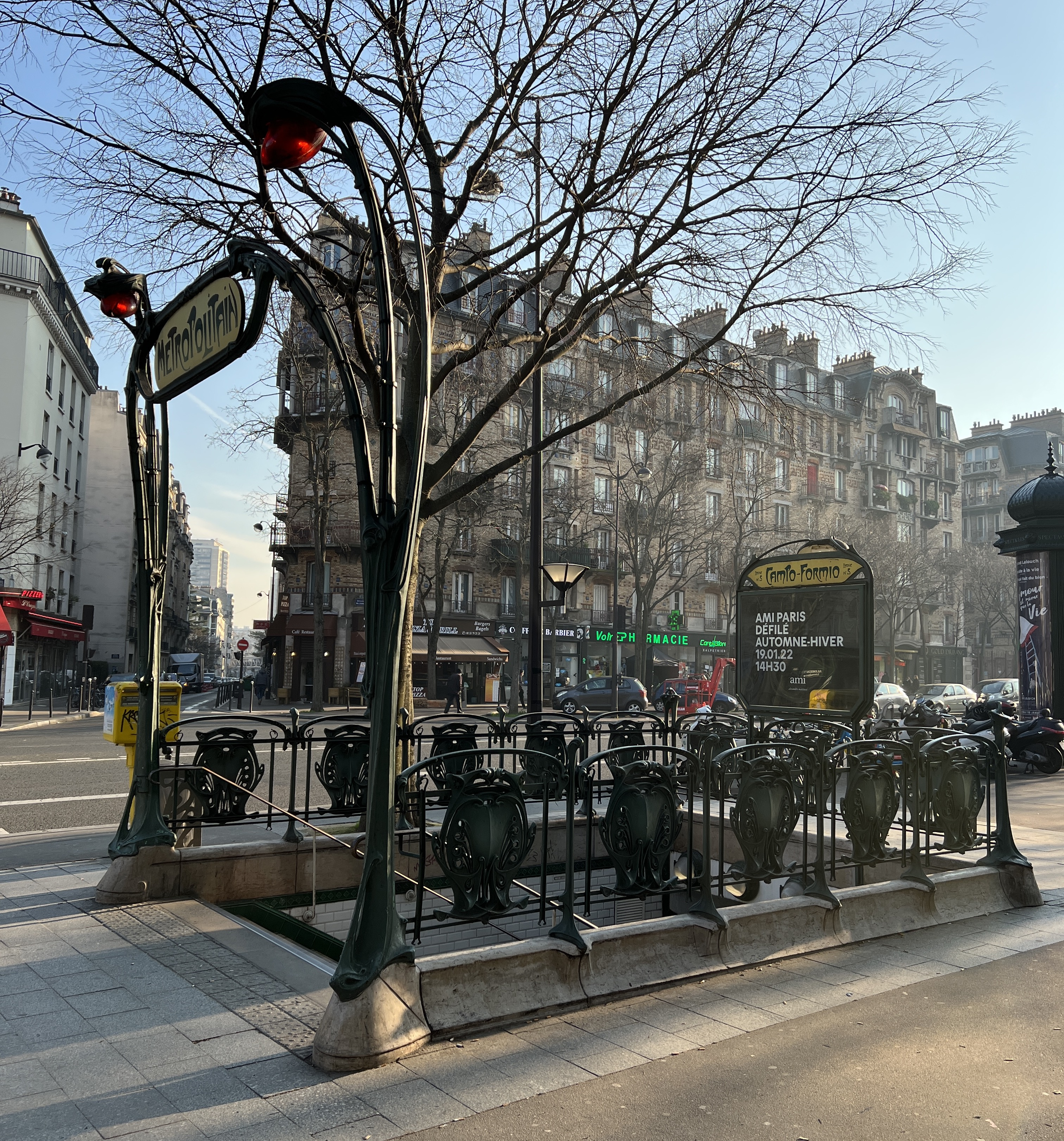
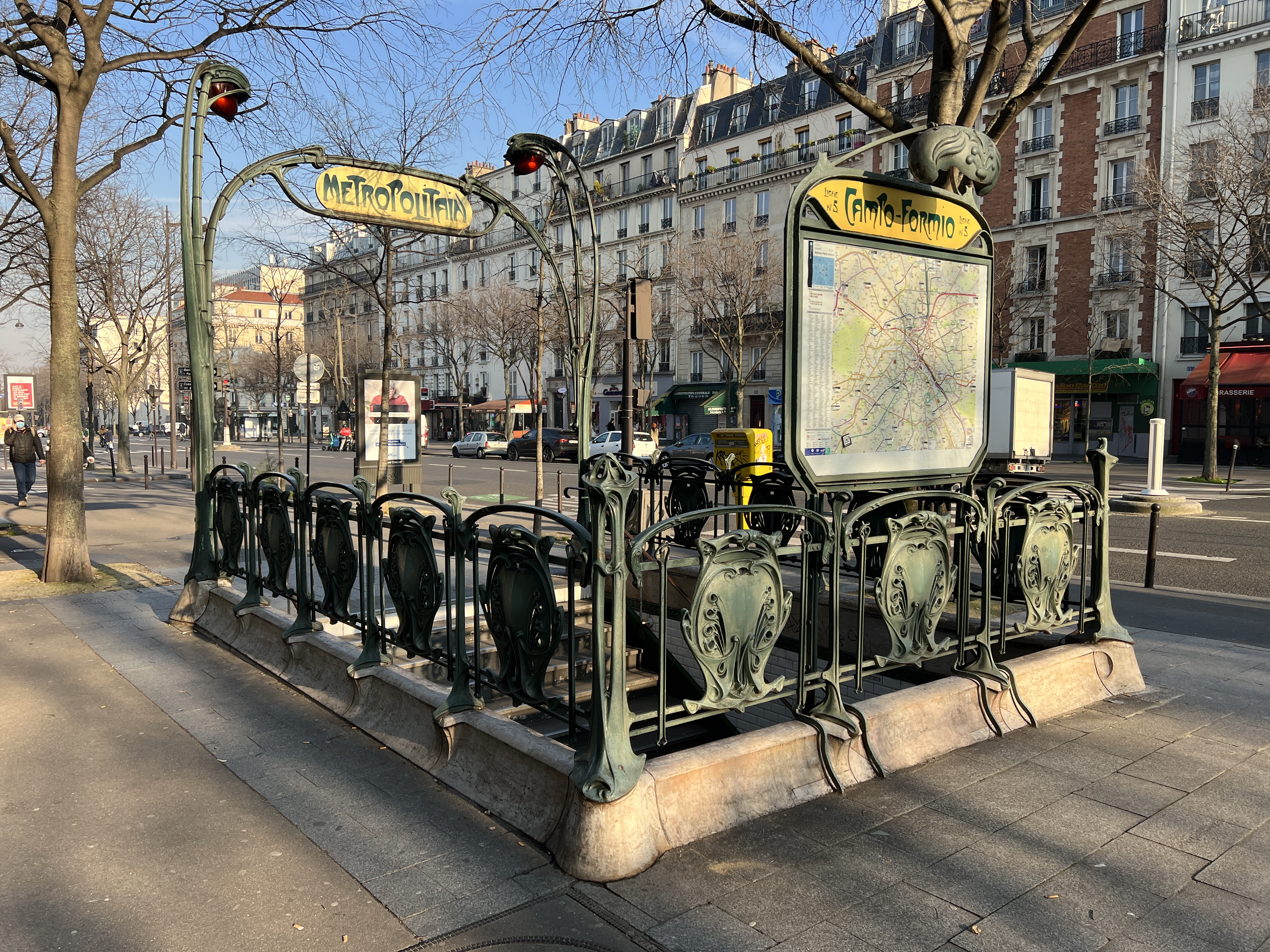
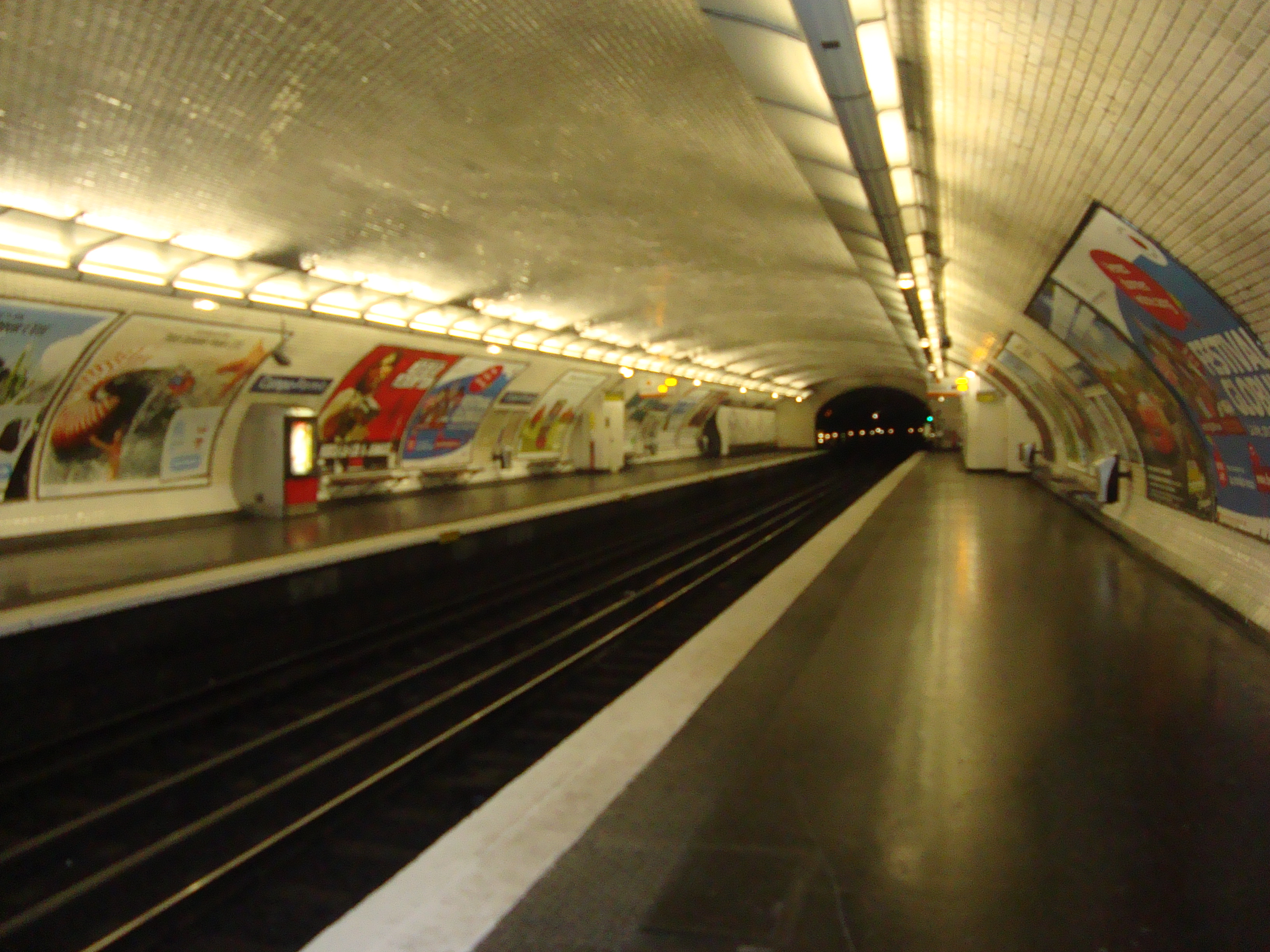
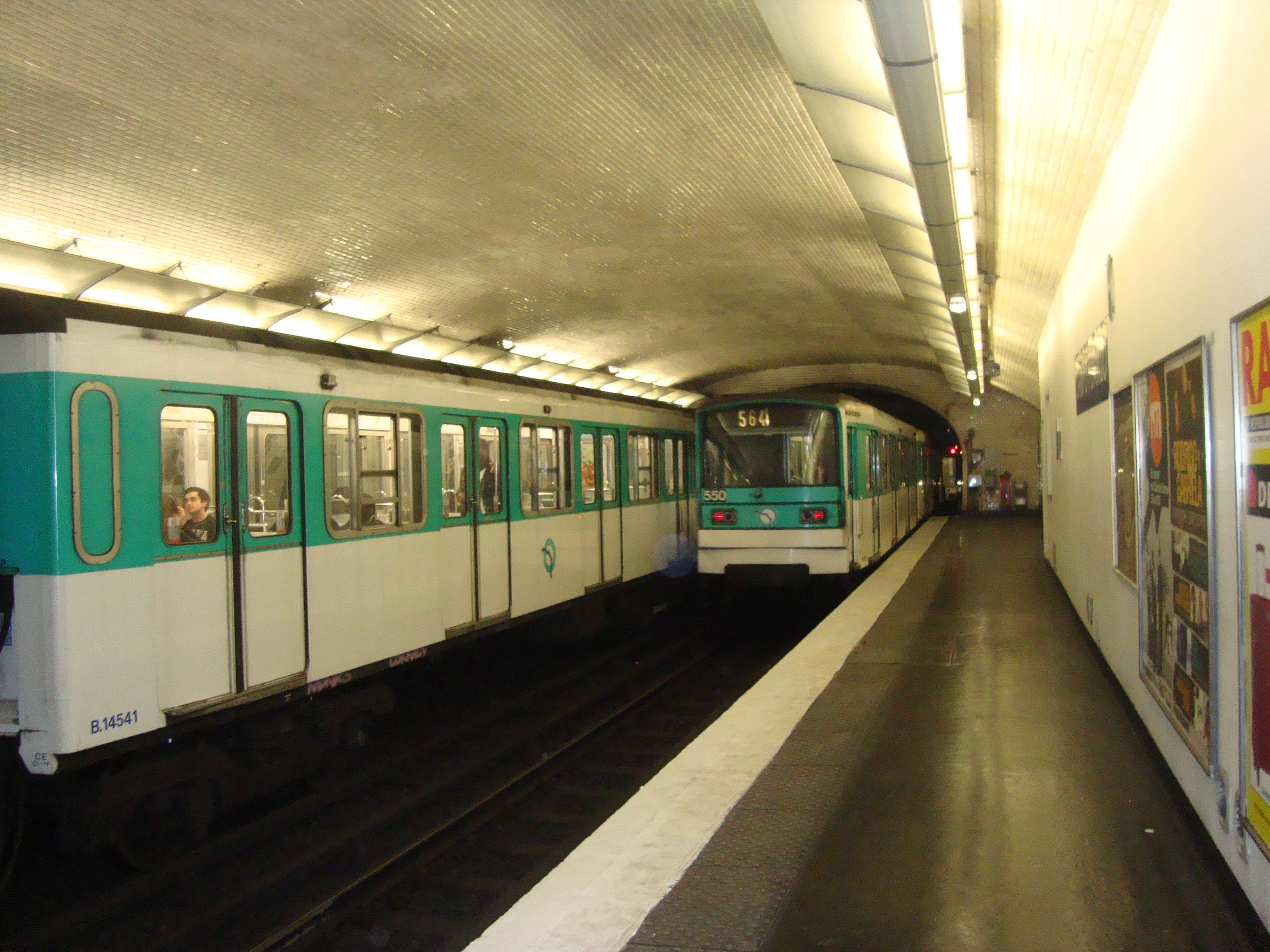